# Mykola Buratschek

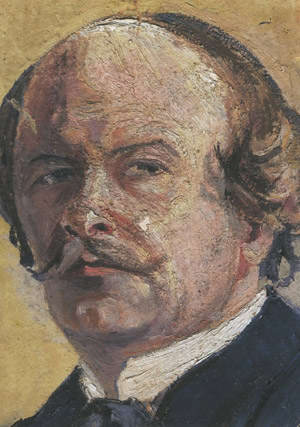
Mykola Buratschek, Selbstporträt, 1943

Mykola Hryhorowytsch Buratschek (ukrainisch Мико́ла Григо́рович Бура́чек; * 4. Märzjul. / 16. März 1871greg. in Letytschiw, Gouvernement Podolien, Russisches Kaiserreich; † 12. August 1942 in Charkiw, Ukrainische SSR) war ein ukrainischer Maler des Impressionismus, Bühnenbildner, Schriftsteller und Kunsthistoriker.

## Leben und Wirken
Nach dem Besuch des Männergymnasiums in Kamenez-Podolskij. Mit 19 Jahren besuchte er in Kiew die Zeichenschule von Mykola Muraschko, wo seine Lehrer Mykola Pymonenko und Chariton Platonow waren. Von 1905 bis 1910 studierte er an der Akademie der Bildenden Künste Krakau bei Jan Stanisławski. Den Zeitraum von 1910 bis 1912 verbrachte er in Paris im Studio von Henri Matisse.

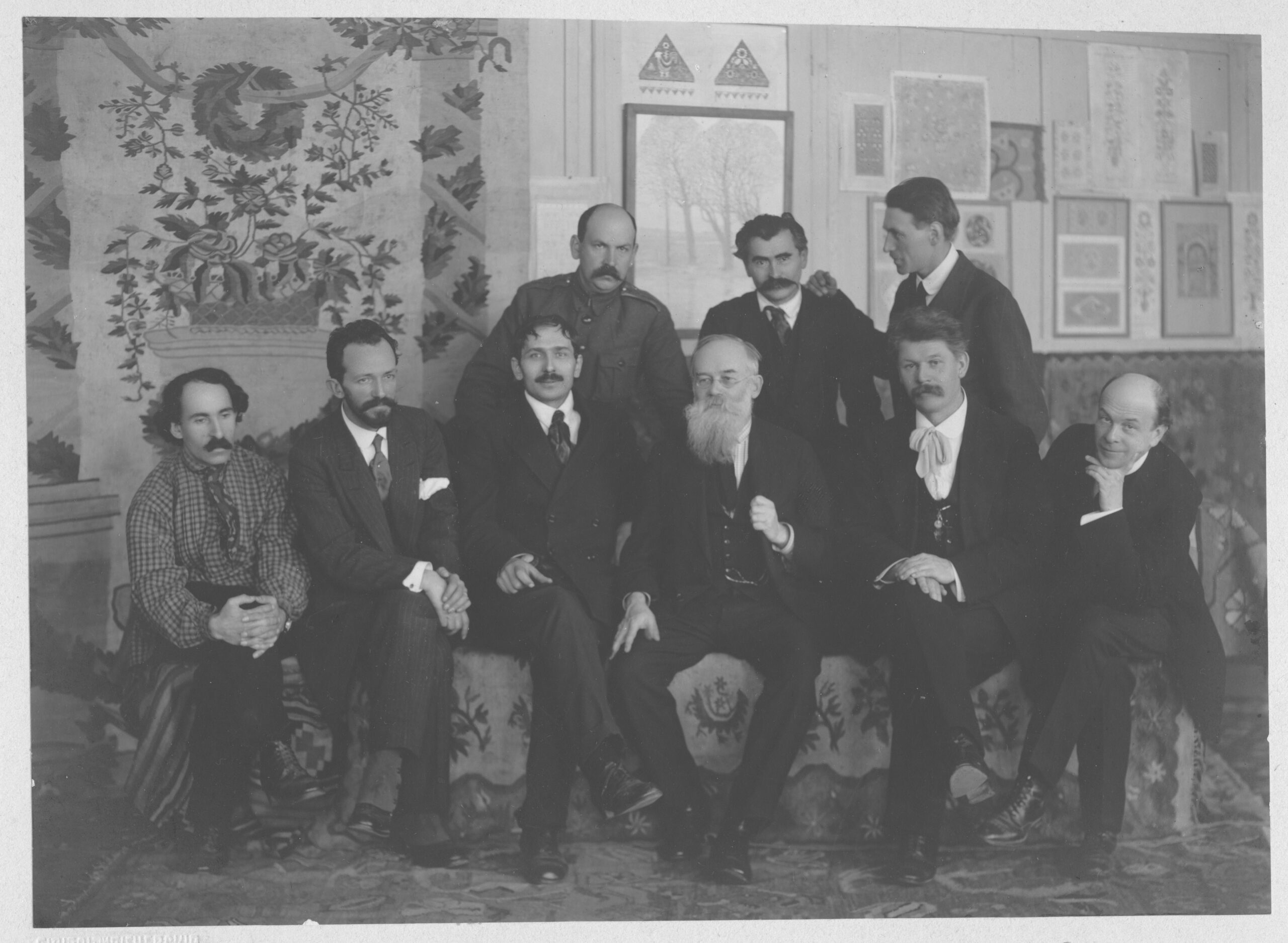
Gründer der Ukrainischen Staatlichen Akademie der Künste, 1917: Sitzend: Abram Manewitsch, Oleksandr Muraschko, Fedir Krytschewskyj, Mychajlo Hruschewskyj, Iwan Steschenko, Mykola Buratschek. Stehend: Heorhij Narbut, Wassyl Krytschewskyj, Mychajlo Bojtschuk.

Buratschek gehörte 1917 zu den Gründern der Ukrainischen Akademie der Künste. Von 1918 bis 1921 war er Pädagoge am Kiewer Institut der Theaterkunst, seit 1925 Direktor der Charkiwer Kunstmittelschule, seit 1927 Professor der Charkiwer Kunstinstituts.
Er entwarf auch Bühnenbilder für die Theater in Charkiw und Donezk.
1937 veröffentlichte er seine Autobiografie, 1939 eine Monografie über Taras Schewtschenko.

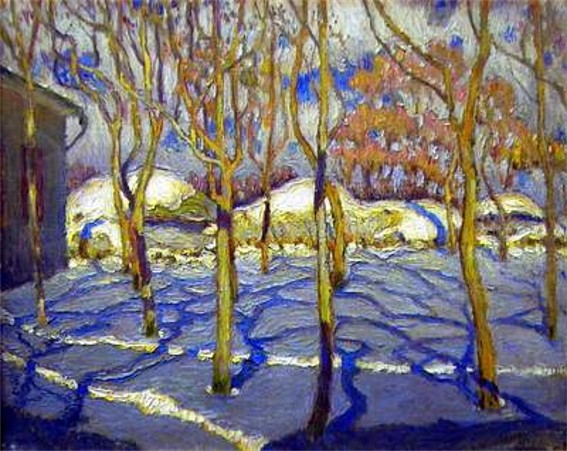
März, 1917
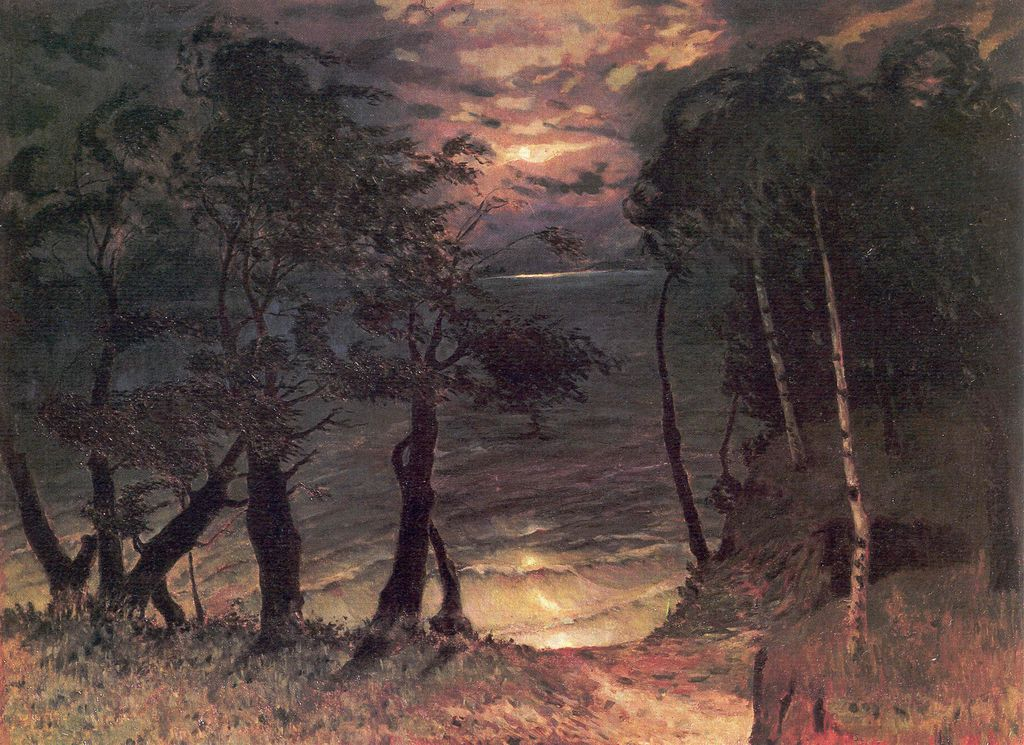
Rewe ta stohne Dnipr schyrokyj // Der breite Dnipr brüllt und stöhnt (nach der Lyrik von Taras Schewtschenko), 1941
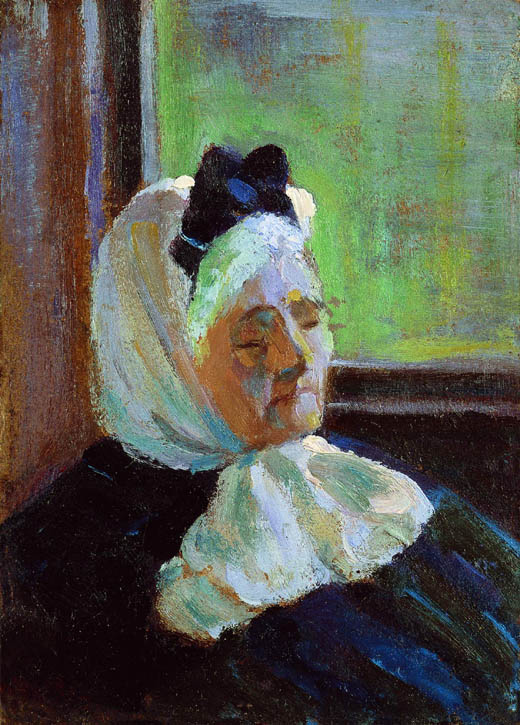
Alte Dame, 1942
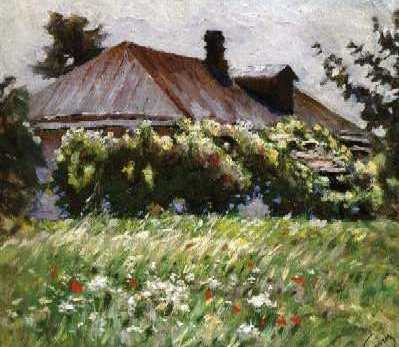
Sommertag, 1942